# 김정호 (1949년)
김정호(金正鎬, 1949년 2월 15일 ~ , 대구)는 대한민국의 공무원이다.

## 학력
- 1968년: 서울고등학교 졸업
- 1972년: 서울대학교 섬유공학 학사
- 1981년: 오리건대학교 대학원 경제학 석사

## 경력
- 1975년: 제17회 행정고시 합격
- 1976년: 농수산부 종합기획실 사무관
- 1983년: 농수산부 농업경제과 사무관
- 1986년: 주 이탈리아 대사관 농무관보
- 1989년: 농림수산부 농림구조정책과장
- 1995년: 주 제네바 대표부 참사관
- 1998년: 농림부 농업정책국장
- 1999년: 청와대 농림해양수산비서관
- 2001년: 농림부 기획관리실장, 차관보
- 2003년: 농림부 차관
- 2005년: 한국사료협회 회장
- 2009년: 운산그룹 해외곡물자원개발 부회장
- 2012년: 운산그룹 식품소재사업 부회장

## 수상
- 1995년: 황조근정훈장

| 전임 안종운 | 제45대 농림부 차관 2003년 3월 3일 ~ 2004년 1월 29일 | 후임 김주수 |